# José Alzuet
José Alzuet Aibar (ur. 19 marca 1928, zm. 12 marca 2019) – hiszpański malarz i ceramik.
Pochodzi z Aragonii, urodził się w Sádaba  w prowincji Saragossa, jednak większość życia spędził w Bilbao. W latach 1945–1950 studiował malarstwo i rysunek w Madrycie. Był profesorem rysunku na Królewskiej Akademii Sztuk Pięknych św. Ferdynanda, która w 1975 weszła w skład Uniwersytetu Complutense w Madrycie. Laureat szeregu wyróżnień krajowych i zagranicznych. Maluje m.in. pejzaże, a także malowidła ścienne. Jego dziełem są ceramiczne stacje Drogi Krzyżowej i Tajemnic Różańcowych w sanktuarium maryjnym Torreciudad oraz Objawienie NMP na Kolumnie (del Pilar) w kaplicy Colegio Mayor Miraflores Uniwersytetu w Saragossie.